# Pseudopostega subviolacea
Pseudopostega subviolacea là một loài bướm đêm thuộc họ Opostegidae. Nó được Edward Meyrick miêu tả năm 1920. Nó được tìm thấy ở Gujurat, Ấn Độ.